# S/2004 S 12
S/2004 S 12 е естествен спътник на Сатурн. Откритието му е обявено от Скот Шепърд, Дейвид Джуит, Ян Клайн и Брайън Марсдън на 4 май 2005 от наблюдения направени между 12 декември 2004 и 9 март 2005 г. S/2004 S 12 е с диаметър около 5 км и орбитира около Сатурн на средна дистанция 19,906 млн. мили за 1048,541 дни, при инклинация 164° към еклиптиката в ретроградно направление с ексцентрицитет 0,396.